# Helen Upperton
Helen Upperton (n. 31 octombrie 1979, Al Ahmadi Governorate⁠(d), Kuweit) este o sportivă ce a reprezentat Canada, medaliată olimpică. A participat la 2 ediții ale Jocurilor Olimpice (2006, 2010) în care a câștigat o medalie de argint în proba de bob.